# 아나키스트 (영화)
"아나키스트"는 2000년에 개봉된 대한민국의 영화감독 유영식의 데뷔 작품이다.

## 캐스팅
- 장동건 - 세르게이 역
- 김상중 - 한명곤 역
- 정준호 - 이근 역
- 이범수 - 돌석 역
- 김인권 - 상구 역
- 예지원 - 가네꼬 역
- 정원중 - 윤 선생 역
- 김광석 - 안창호 역
- 서진원 - 가또 역
- 이윤건 - 구보다 역
- 이경미 - 포주 역 (우정출연)

## 같이 보기
- 한국의 아나키즘
- 일제강점기